# Lutherkirche (Baden-Baden-Lichtental)

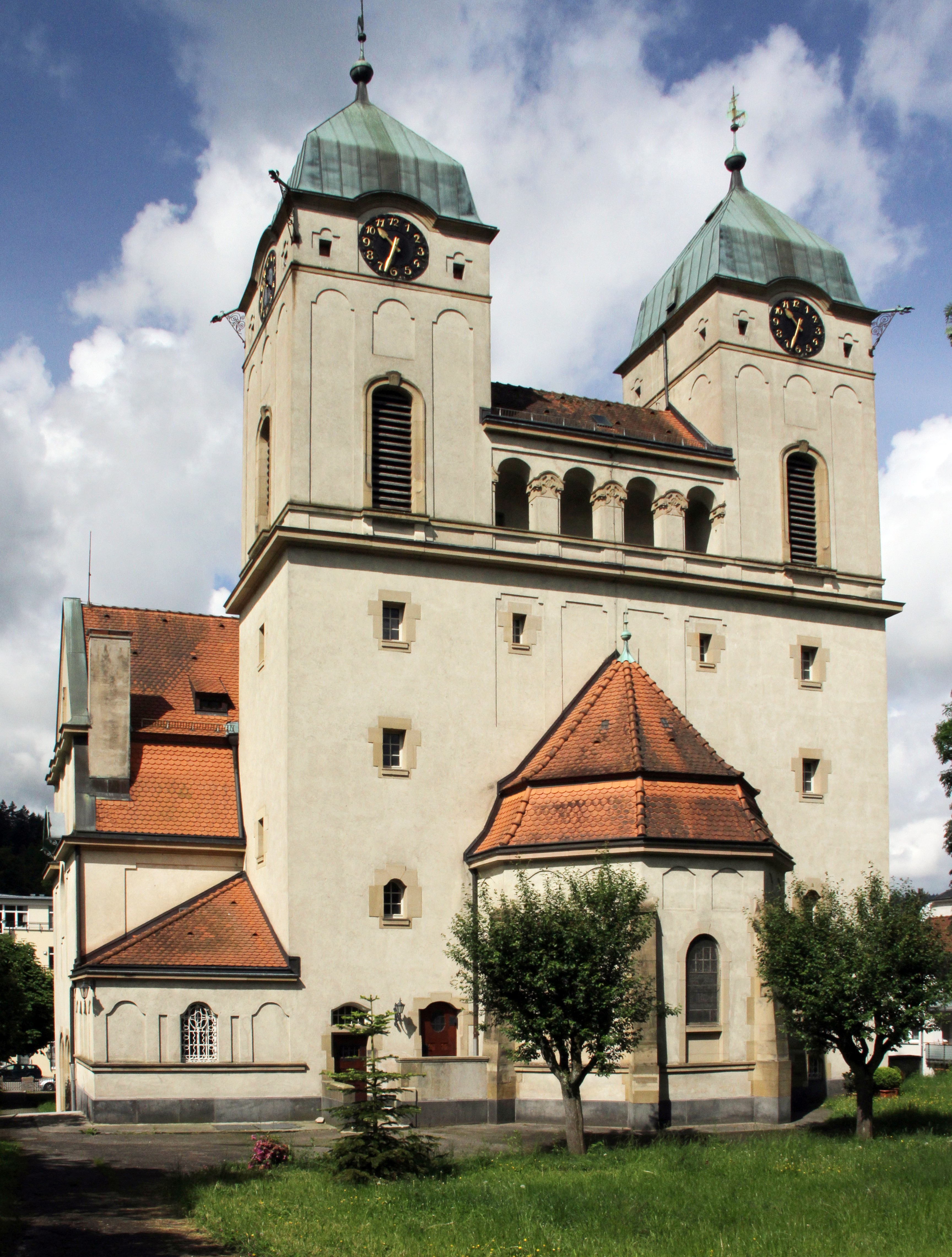
Ansicht mit Apsis und Türmen

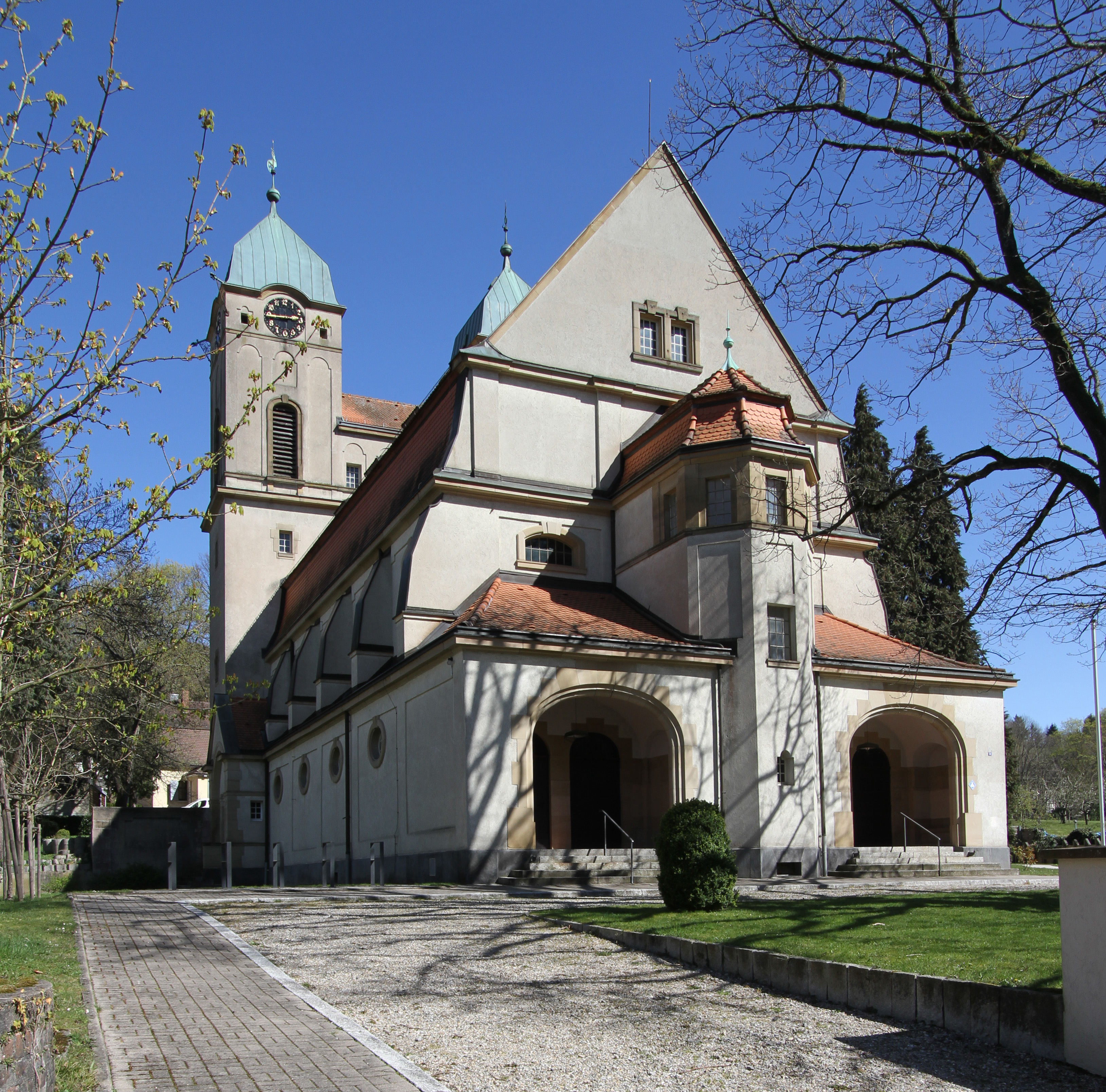
Ansicht der Eingangsseite

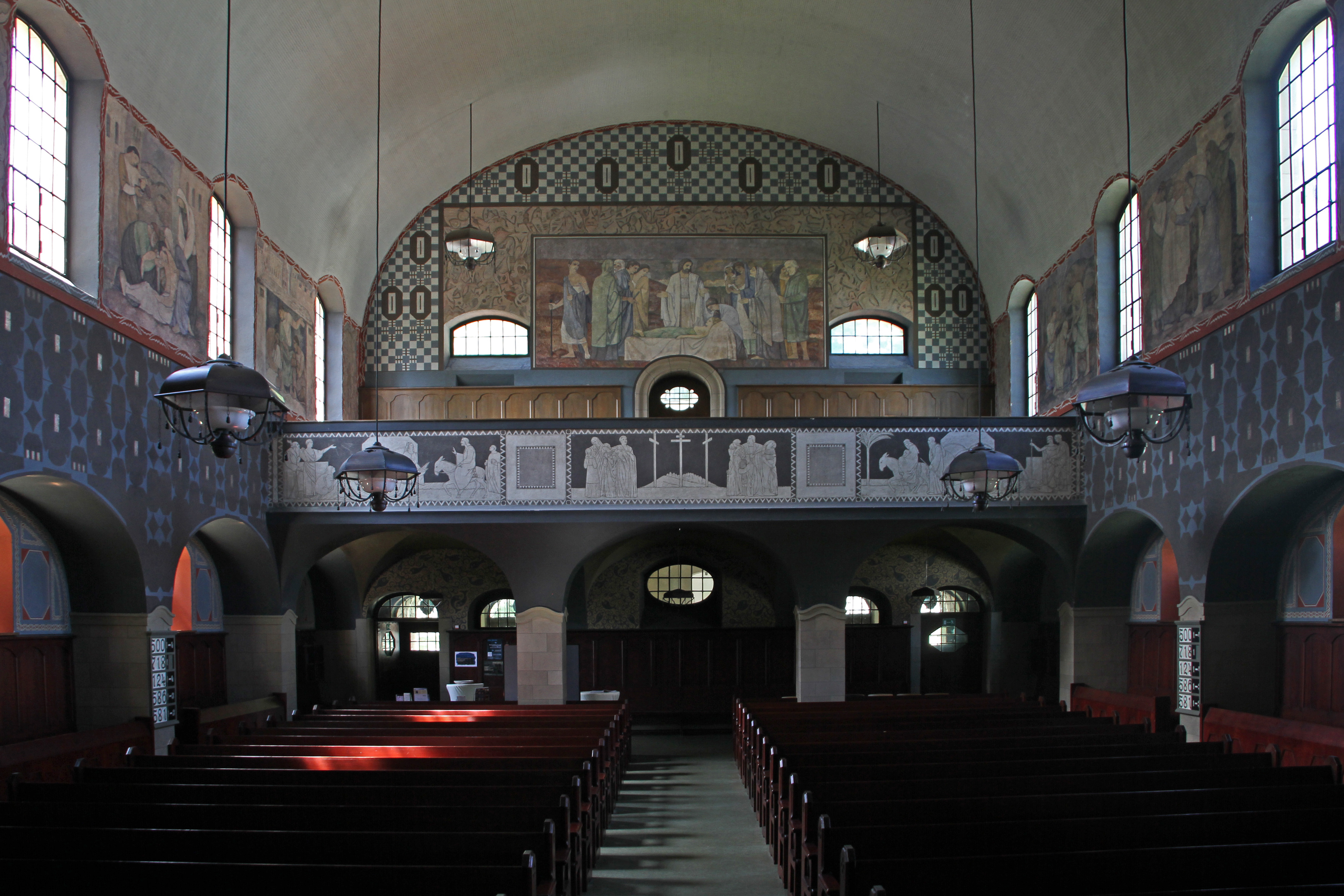
Innen, Blick zur Empore

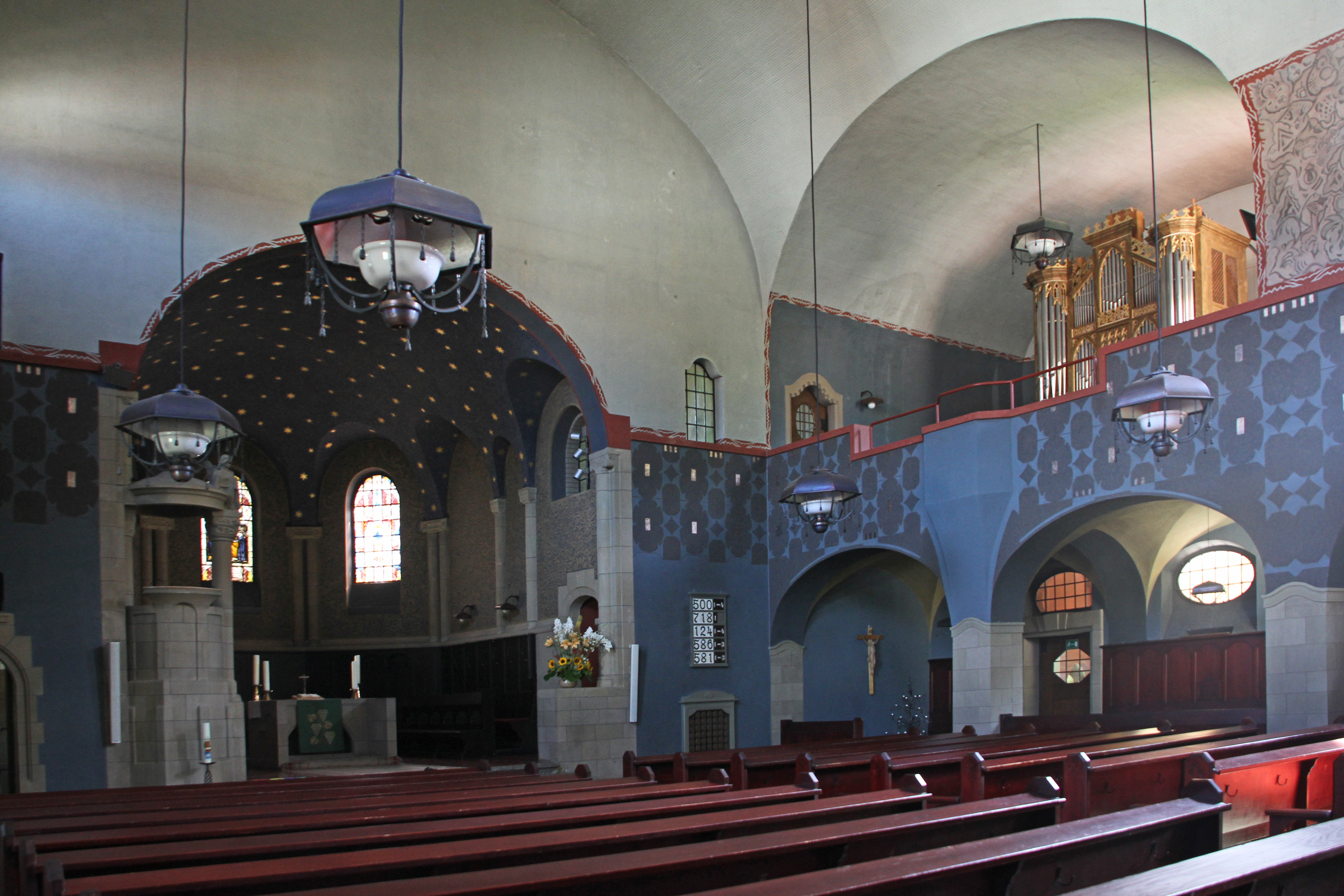
Innen mit Altar in der Apsis (links) und Orgel

Die Lutherkirche in Lichtental, einem Ortsteil von Baden-Baden, ist ein evangelischer Kirchenbau des Architekten Martin Elsaesser aus dem Jahr 1907.

## Geschichte
Nach einem Architekturwettbewerb im Jahr 1905, in dem Elsaesser sich gegen 161 Konkurrenten durchsetzte, entstand der Bau 1906–1907 als sein erster Kirchenbau, mit dem er die Grundlage seiner Tätigkeit auf diesem Gebiet legte. Die Innengestaltung erfolgte 1910. Zur Gesamtanlage gehört ein Pfarrhaus.

## Architektur
Den hell verputzten Außenbau dominieren zwei Türme, die aus einem zwischen Langhaus und Apsis eingeschobenen Querriegel aufsteigen und in Hauben aus Kupferblech enden. Das Langhaus wird von einem mächtigen, mit roten Ziegeln gedeckten Mansarddach geschlossen, in das der einseitige, rechte Querarm einschneidet, dem zur Linken kein Pendant entspricht, so dass eine asymmetrische, L-förmiger Anlage entsteht. Der Giebelfassade ist eine Eingangshalle vorgelagert, die durch ein mittig in der Fassade stehendes, polygonales Treppenhaus zweigeteilt wird.
Der Innenraum ist ein einheitlicher Saal mit Abseiten, der von einem Tonnengewölbe mit Korbbogen-Querschnitt überwölbt wird und in einer niedrigen Apsis endet. Zur rechten Seite geht der kurze Querarm ab, an der Eingangsseite befindet sich eine Empore.
Im Innern ist die Lutherkirche ausgeschmückt mit ornamentalen Wandmalereien und Gemälden von Käte Schaller-Härlin („Die sechs Werke der Barmherzigkeit“) und Eduard Pfennig („Die Auferweckung der Tochter des Jairus“). Diese wurden 1954 übermalt und 1988 wieder freigelegt. Schaller-Härlin schuf auch die Farbverglasungen der Fenster, die Skulpturen stammen von Karl Albiker.

## Orgel
Die Orgel der Lutherkirche wurde 1860 von Philipp Furtwängler für die Kirche seines Heimatorts Gütenbach gebaut. Dort war sie abkömmlich, da in einem dortigen Neubau der katholischen Kirche auch eine neue Orgel eingebaut werden sollte. Die Orgel wurde durch den Orgelbaumeister Peter Vier restauriert und 1974 in der Lutherkirche wiederaufgebaut. Sie ersetzte dort ein Vorgängerinstrument mit zwei Manualen, das 1908 von der Orgelbauwerkstatt H. Voit & Söhne aufgestellt worden war. Um 1970 musste man leider einen so großen Qualitätsverlust feststellen, dass man sich entschloss, diese Orgel zu entfernen und für Ersatz zu sorgen. Dieser Ersatz, die restaurierte Furtwängler-Orgel, verfügt über 28 Register auf zwei Manualen und Pedal. Sie steht nicht, wie Orgeln gewöhnlich, auf der Empore über dem Eingangsbereich, sondern auf einer kleinen Empore im Querflügel vor dem Chorbogen.

## Glocken
Das Geläut der Lutherkirche besteht aus fünf Glocken. Sie wurden 1955 von der Glockengießerei Bachert in Karlsruhe gegossen.
Übersicht
| Glocke | Durchmesser | Gewicht | Schlagton |
| ------ | ----------- | ------- | --------- |
| 1      | 1335 mm     | 1348 kg | es′-4     |
| 2      | 1160 mm     | 926 kg  | ges′-3    |
| 3      | 890 mm      | 422 kg  | b′-4      |
| 4      | 760 mm      | 262 kg  | des″-3    |
| 5      | 676 mm      | 208 kg  | es″-3     |